# Пичас (село)
Пича́с (рос. Пычас) — село (колишнє селище міського типу) в Можгинському районі Удмуртії, Росія.
Село розташоване неподалік річки Пичас на залізниці Агриз-Казань. В самому селі знаходиться залізнична станція Пичас.
Урбаноніми:
- вулиці — Азіна, Асфальтна, Базарна, Будівників, Вокзальна, Гвардійська, Жовтнева, Заводська, Залізнична, Зелена, Кірова, Ключова, Комунальна, Леніна, Лінійна, Лісова, Лучна, Миру, Молодіжна, Набережна, Нова, Паркова, Парникова, Першотравнева, Переїзна, Питомна, Південна, Польова, Праці, Пушкіна, Радгоспна, Радянська, Річкова, Садова, Соснова, Східна, Цегляна, Червона, Червоноармійська, Чкалова
- провулки — Базовий, Безіменний, Водокачний, Вокзальний, Молодіжний, Набережний, Промкомбінатський, Яровий

## Населення
Населення — 3000 осіб (2010; 3219 в 2002).
Національний склад станом на 2002 рік:
- росіяни — 46 %
- удмурти — 44 %